# ستنستید، کبک (شهرک)
ستنستید (به فرانسوی: Stanstead) شهرکی در منطقه شهری مامفرماگوگ ناحیه استری در استان کبک کانادا است. در سرشماری سال ۲۰۱۱ این شهرک ۳٬۱۷۸ نفر جمعیت داشته‌است و مساحت آن ۲۱٫۹۳ کیلومتر مربع است.